# A+ (rappeur)
Cet article concerne Andre Levins. Pour Adam Carter, voir A+ (homonymie).
Pour les articles homonymes, voir A+.
A+, né Andre Levins le 29 août 1981 à Hempstead, dans l'État de New York, est un rappeur américain.

## Biographie
A+ lance sa carrière musicale en 1995, après avoir assisté à une compétition de nouveaux talents organisée par Def Jam Records. 
Il est le premier artiste à signer au label de Kedar Massenburg, Kedar Entertainment. Selon Massenburg, le nom de A+ « signifie qu'il cherche la perfection, et qu'il ne parle pas des mêmes choses que les autres rappeurs. » En 1996, à 14 ans, A+ publie son premier album, The Latch-Key Child, qui fait participer AZ, Mobb Deep et Q-Tip. All I See devient le titre principal, et atteint la 66e place du classement Billboard Hot 100, y restant pendant 14 semaines.
Son deuxième album, Hempstead High, est publié en février 1999. Il fait participer DeBarge, les Lost Boyz et Canibus,. Le single Enjoy Yourself, repris du titre A Fifth of Beethoven de Walter Murphy (1976) et du titre homonyme des Jackson 5, atteint le top cinq de l'UK Singles Chart, la 63e place du Hot 100 américain pendant trois semaines, et est bien accueilli en Allemagne et au Japon.

## Discographie
- 1996 : The Latch-key Child
- 1999 : Hempstead High